# Farkaševec Samoborski
 Farkaševec Samoborski  falu Horvátországban Zágráb megyében. Közigazgatásilag Szamoborhoz tartozik.

## Fekvése
Zágrábtól 17 km-re délnyugatra, községközpontjától 3 km-re északkeletre az A3-as autópálya mellett fekszik.

## Története
1857-ben 157, 1910-ben 317 lakosa volt. Trianon előtt Zágráb vármegye Szamobori járásához tartozott. 2011-ben 455 lakosa volt.

## Lakosság
| Lakosság változása | Lakosság változása | Lakosság változása | Lakosság változása | Lakosság változása | Lakosság változása | Lakosság változása | Lakosság változása | Lakosság változása | Lakosság változása | Lakosság változása | Lakosság változása | Lakosság változása | Lakosság változása | Lakosság változása | Lakosság változása |
| ------------------ | ------------------ | ------------------ | ------------------ | ------------------ | ------------------ | ------------------ | ------------------ | ------------------ | ------------------ | ------------------ | ------------------ | ------------------ | ------------------ | ------------------ | ------------------ |
| 1857               | 1869               | 1880               | 1890               | 1900               | 1910               | 1921               | 1931               | 1948               | 1953               | 1961               | 1971               | 1981               | 1991               | 2001               | 2011               |
| 157                | 198                | 188                | 253                | 293                | 317                | 306                | 337                | 380                | 387                | 376                | 377                | 405                | 452                | 463                | 455                |